# Blaž Rozman
Blaž Rozman, slovenski zdravnik internist, * 29. september 1944, Ljubljana.
Rozman je leta 1969 diplomiral na Medicinski fakulteti v Ljubljani, ter opravil 1976 podiplomski študij iz mikrobiologije in specialistični izpit iz interne medicine ter leta 1984 doktoriral. Strokovno se je izpopolnjeval v Nemčiji in Veliki Britaniji. Deluje na MF v Ljubljani, od 1993 kot redni profesor interne medicine. Doslej je objavil preko 100 člankov v slovenskih in mednarodnih revijah. Bil je področni urednik za imunsko odvisne bolezni v učbeniku Interna medicina (1993), za katerega je napisal tudi 6 poglavij. Izredni član SAZU je postal leta 2005, redni član februarja 2013.